# August Franz Friedrich zu Castell-Remlingen

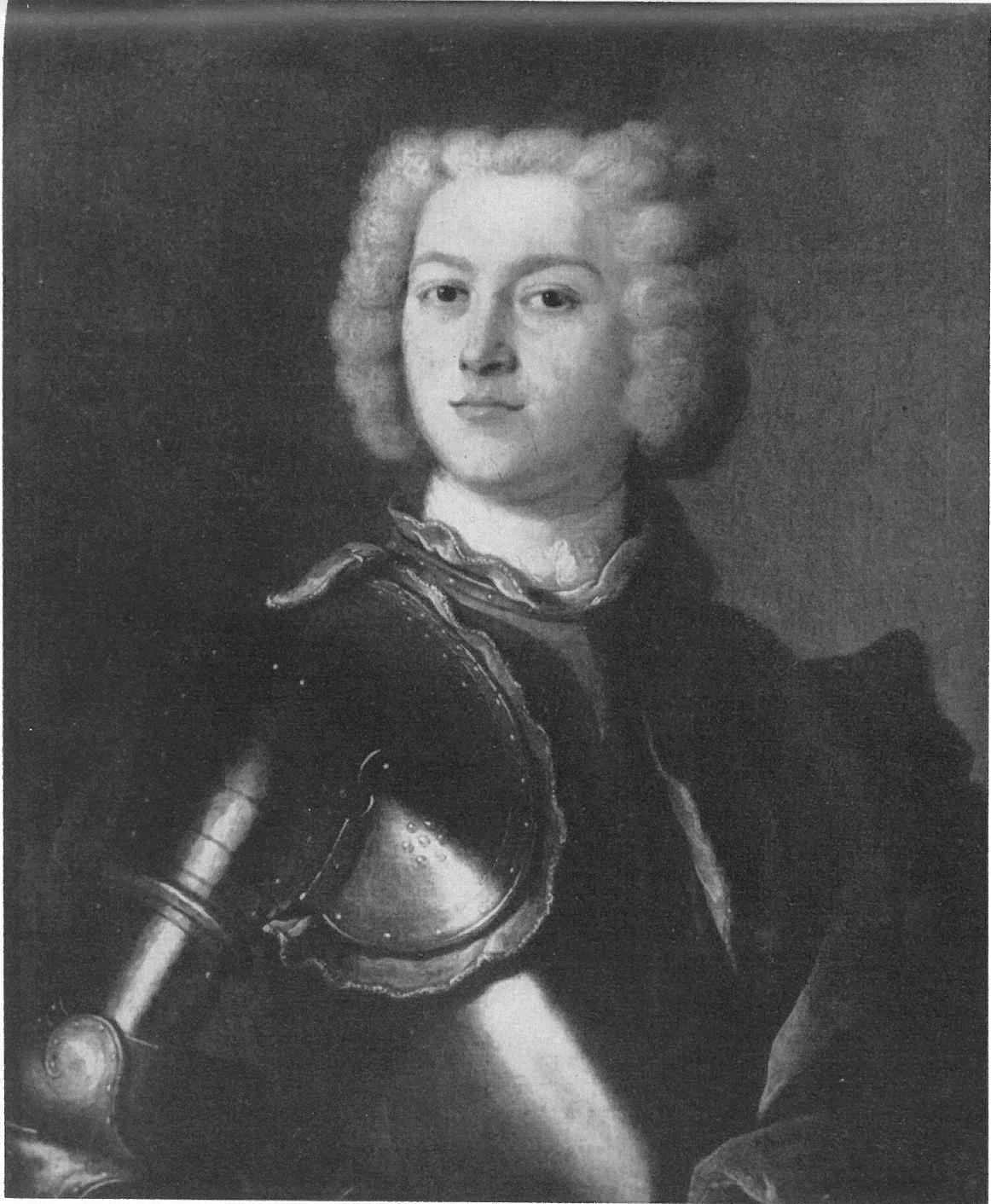
Porträt des August Franz Friedrich, Henri Millot, 1727

August Franz Friedrich Graf und Herr zu Castell-Remlingen (* 31. Juli 1705; † 16. Mai 1767 in Castell) war von 1709 bzw. 1717 bis 1767 Herrscher der Grafschaft Castell. Er teilte sich die Herrschaft mit seinen Brüdern Karl Friedrich Gottlieb, Wolfgang Georg II. und Ludwig Friedrich.

## Die Grafschaft vor August Franz Friedrich
Vor der Herrschaft des Grafen August Franz Friedrich stand in Castell die Spaltung in zwei Linien, die im Laufe des 16. Jahrhunderts vollzogen worden war. Die Grafen von Castell-Rüdenhausen hatten ihre Residenzen in Wiesenbronn und Rüdenhausen, während ihre Verwandten der Grafen von Castell-Remlingen in Castell und Remlingen saßen. Hierdurch war das Herrschaftsgebiet gespalten und dem Dreißigjährigen Krieg des 17. Jahrhunderts noch schutzloser ausgeliefert.
Unter den Vorgängern des August Franz Friedrich, die Linie Remlingen war in zwei Landesportionen gespalten worden, forcierte man den Wiederaufbau der zerstörten Gebiete und die Wiederansiedlung der dezimierten Bevölkerung. Des Weiteren orientierten sich die Grafen zu den größeren Herrschaften der Umgebung und begannen hier weitere repräsentative Posten in der Verwaltung einzunehmen. Mit Graf Friedrich Magnus hielt auch die Tradition Einzug, eine militärische Laufbahn einzuschlagen.

## Leben
Über das Leben des Grafen ist nur sehr wenig bekannt. Er wurde am 31. Juli 1705 als vorletztes Kind von Graf Wolfgang Dietrich und seiner zweiten Ehefrau Dorothea Renata Gräfin von Zinzendorf und Pottendorf geboren. Nach dem frühen Tod des Vaters im Jahr 1709 stand er zunächst unter der Vormundschaft des Grafen Friedrich Eberhard zu Hohenlohe-Kirchberg und seiner Frau.
August Franz Friedrich ging zum Studieren nach Frankfurt an der Oder und studierte hier von 1724 bis 1726. Anschließend bereiste er auf einer Kavalierstour das Heilige Römische Reich und die Niederlande. Zusammen mit seinem älteren Halbbruder Karl Friedrich Gottlieb und den Brüdern Wolfgang Georg II. und Ludwig Friedrich übernahm er daraufhin die Herrschaft über die Grafschaft. Am 16. Mai 1767 starb August Franz Friedrich Graf und Herr zu Castell-Remlingen in Castell.

## Ehe und Nachkommen
August Franz Friedrich heiratete am 15. Juli 1737 in Branitz Gräfin Luise Henriette von Pückler mit ihr hatte er eine Tochter, die allerdings kurz nach der Geburt verstarb.
- Dorothea Augusta Erdmutha Henriette (* 19. Februar 1740 in Branitz; † 13. April 1740 ebenda)[3]